# Tricholoma album
Tricholoma album és una espècie de bolet agarical de la família de les de les tricolomatàcies (Tricholomataceae). Es pot trobar a Europa, a l'Índia, i possiblement a Amèrica del Nord. El píleu i la làmina són blancs. El blanquinós estípit no té cap anell.

## Taxonomia i classificació
L'espècie era al principi descrita com Agaricus albus per Jacob Christian Schäffer (1774) i reclassificada com Gyrophila alba pel micòleg Lucien Quélet l'any 1886. Va ser anomenat amb el seu actual nom binomial per l'alemany Paul Kummer l'any 1871. El nom genèric deriva del grec Antic trichos/τριχος 'Cabell' i loma/λωμα 'hem', 'serrell' o 'frontera', mentre l'epítet específic és el llatí adjectiu albus "blanc".
El fong és classificat en la secció Lasciva del genus Tricholoma, que es caracteritzen per espècies amb una olor forta i acre o un gust amarg; una classificació més vella el té col·locada dins la secció Inamoena.
Marcel Bon va donar nom a la varietat Tricholoma àlbum var. thalliophilum per aquells bolets que van diferir fent una tinció blau-verda amb hidròxid de tal·li i sulfoformol; en l'absència de caràcters addicional diferencials, alguns autors més tardans han qüestionat el valor taxonòmic d'aquesta característica.

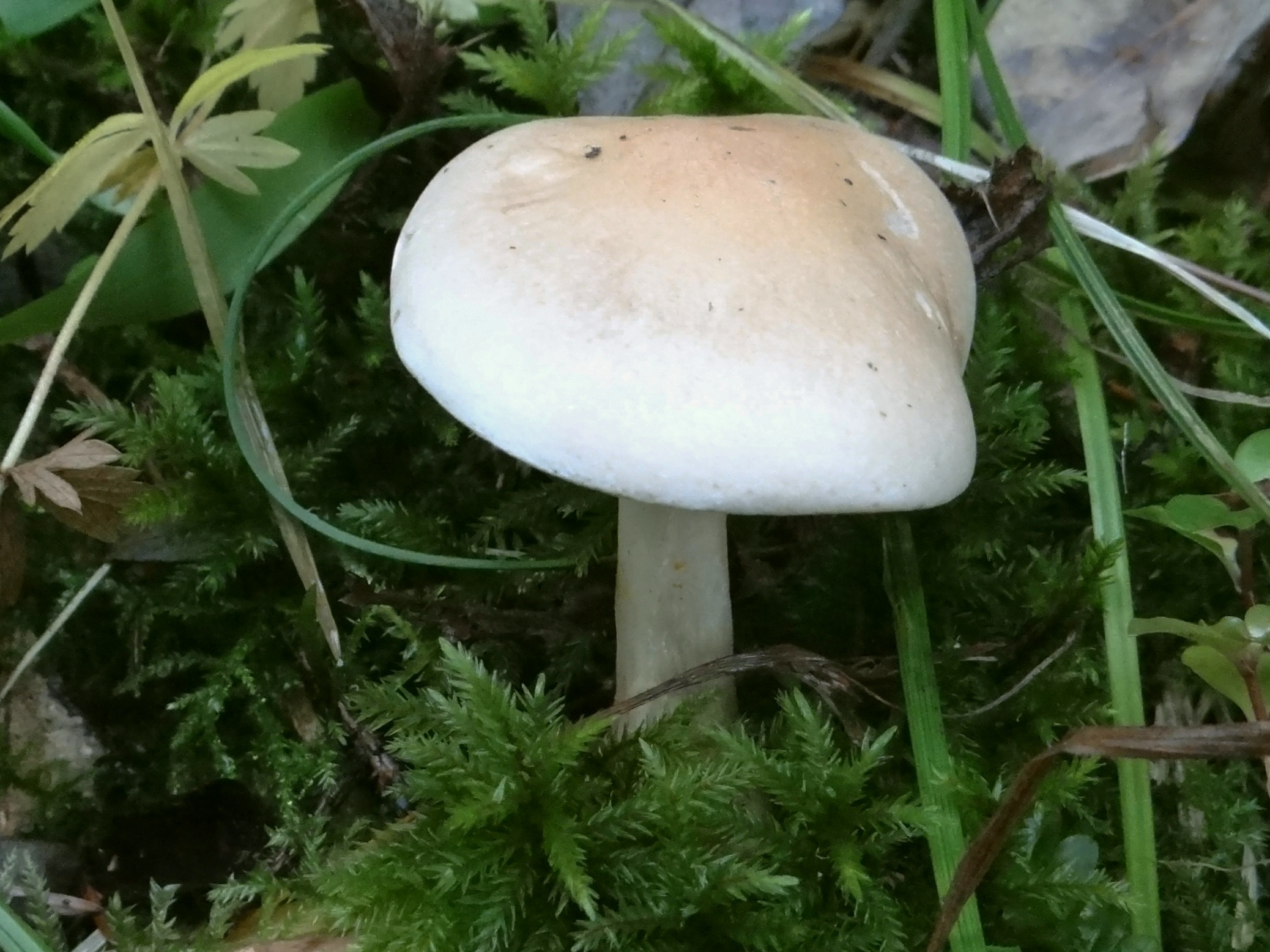
Trich. album

## Descripció
El píleu fa de 3–7,5 cm d'ample i és de color blanc amb un pàl·lid tint groc, i més groc o ocre en el centre quan és més vell. Convex amb una lleugera protuberància, el píleu és en general de forma cònica amb els marges allistats. L'estípit blanc o groc pàl·lid fa uns 3–8,5 cm d'alt i 0,8-1,5 cm d'ample i no té cap anell. No hi ha cap anell o volva. El bolet té una olor dolça desagradable, amb reminiscències de mel i raves, i té un acre i desagradable gust.
La làmina gruixuda és àmpliament espaiada amb vores finament dentades. L'espora és blanca, ovalada o oblonga fa 5–7μm de llarg per 3,5-5 μm d'ample.

## Ecologia, hàbitat i distribució
Tricholoma àlbum és trobat a tot Europa, apareixen entre agost i desembre, amb associació amb el roure (Quercus), amb els quals formen una micorriza (relació simbiòtica). Els experiments han demostrat que inoculant plàntules de pi blau (Pinus wallichiana) i deodar (Cedrus deodara) amb el fong augmenta l'alçada de la planta i la tija i la biomassa d'arrels El bolet pot ser trobat creixent en importants anells de fades. La presència del bolet dins d'Amèrica del Nord no ha estat confirmada. Hi ha informes que ha estat trobat a l'Índia l'any 2010.